# Bačka Palanka
Bačka Palanka (Servisch: Бачка Паланка , Hongaars: Bácspalánka, Duits: Plankenburg) is een stad gelegen in het district Južna Bačka in de Servische provincie Vojvodina. In 2002 telde de stad 29.449 inwoners.

## Sport
De stad is ook bekend van voetbalclub FK Bačka.

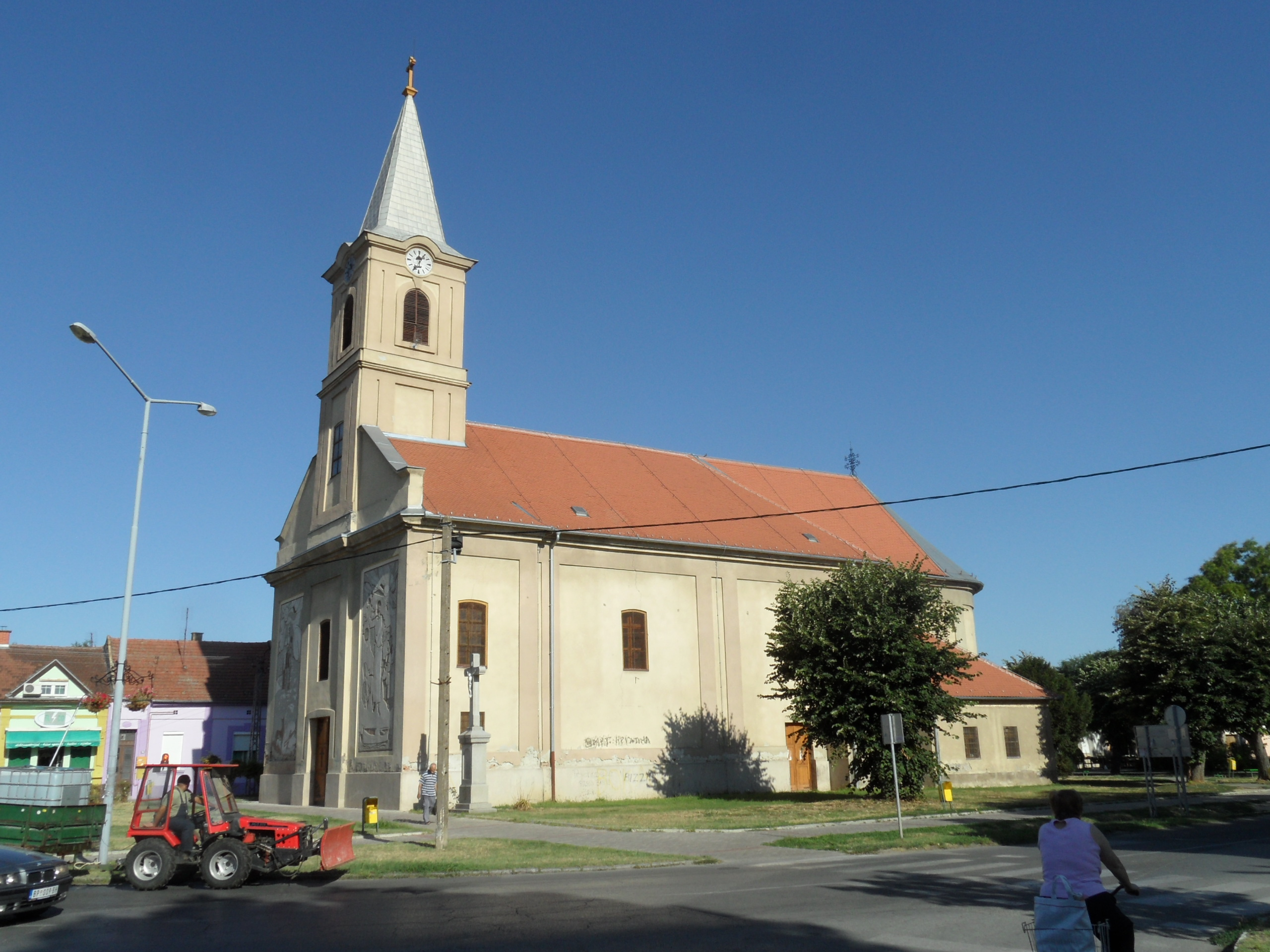
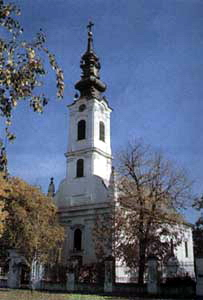
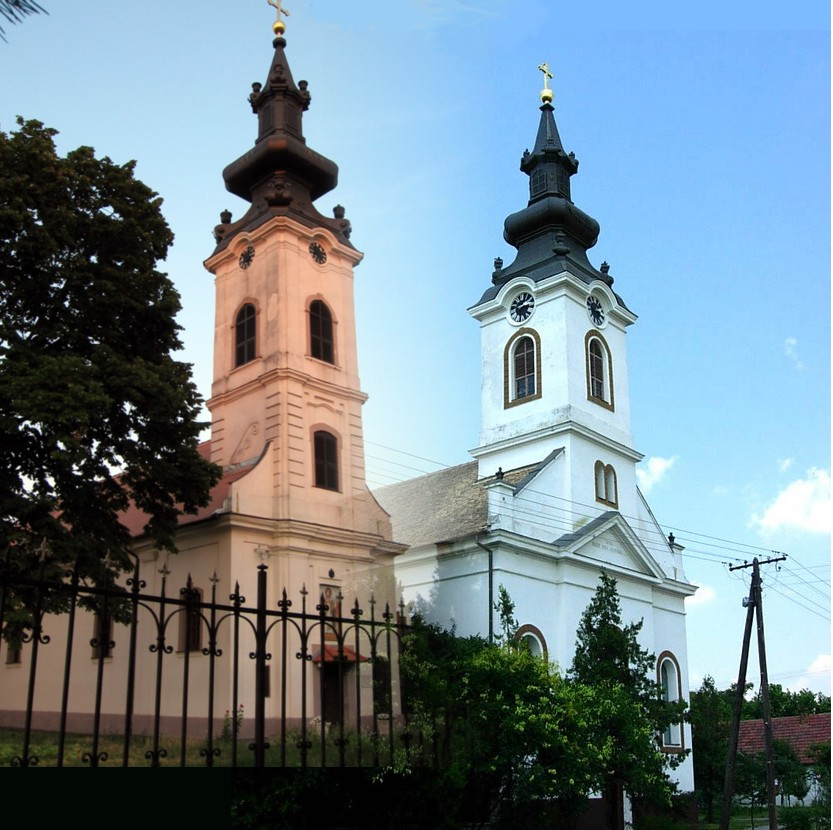
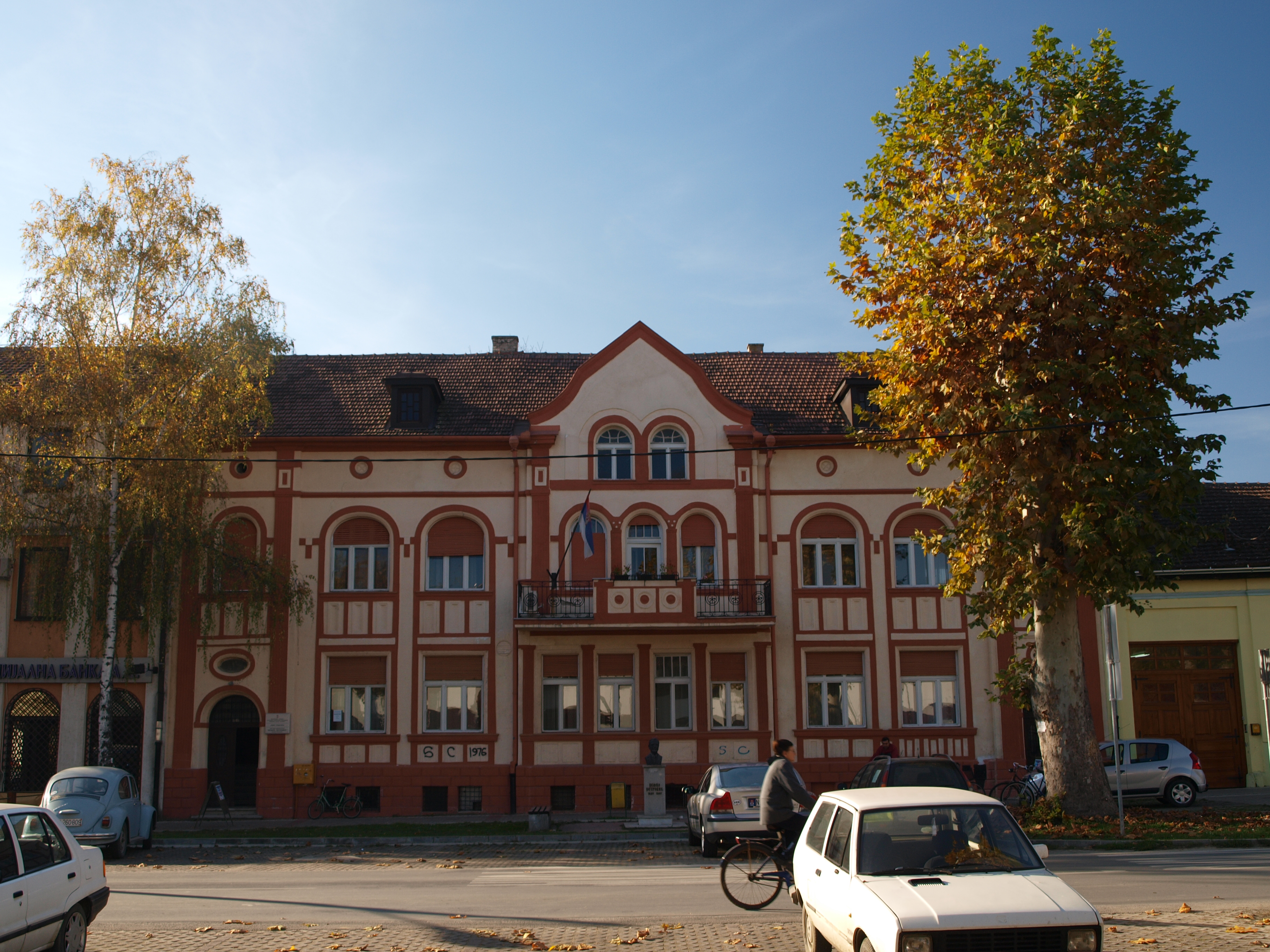
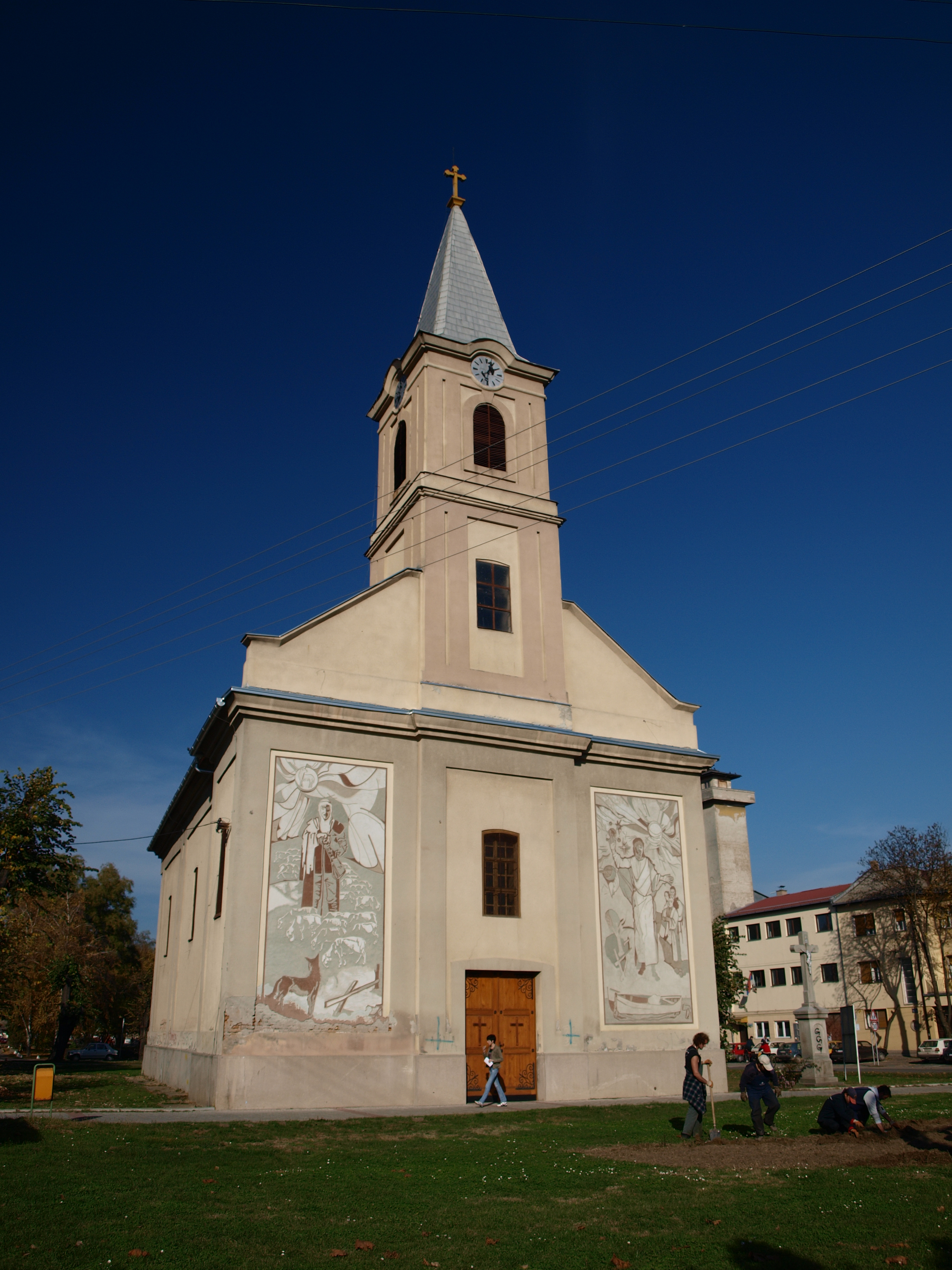